# O Espião Que Saiu do Frio
O Espião Que Saiu do Frio (The Spy Who Came in from the Cold) é um romance de espionagem que se passa durante a guerra fria, do autor britânico David Cornwell, que usava o pseudônimo John le Carré. Ele retrata Alec Leamas, um agente britânico, sendo enviado para a Alemanha Oriental como um falso desertor para semear desinformação sobre um poderoso oficial de inteligência da Alemanha Oriental. Ele serve como uma sequência para os romances anteriores de Le Carré, 'Call for the Dea'd e 'A Murder of Quality', que também apresentou a fictícia organização de inteligência britânica "The Circus", e seus agentes George Smiley e Peter Guillam. O livro foi publicado pela primeira vez em 1963 no Reino Unido.
Também retrata os métodos de espionagem ocidentais como moralmente inconsistentes com a democracia e os valores ocidentais. Ele foi aclamado pela crítica na época de sua publicação e se tornou um best-seller internacional; 
Em 2005, a revista Time o incluiu entre os 100 melhores romances de todos os tempos.
Foi adaptado em 1965 para o cinema, pelo diretor Martin Ritt, com o ator com Richard Burton como atuando como o espião Leamas

## Enredo
Alec Leamas, um ex-agente da SOE durante a Segunda Guerra Mundial que lutou na Holanda e na Noruega ocupadas pelos nazistas [3], é chamado de volta de seu posto como chefe da estação de Berlim, braço operacional do Circo de Berlim Ocidental, e retorna a Londres em desespero após assistir à morte de seu último agente secreto, Karl Riemeck, um membro do Praesidium do Partido da Unidade Socialista da Alemanha Oriental, nas mãos de Hans-Dieter Mundt. Mundt, anteriormente um agente de inteligência de nível inferior conhecido no Circo por seu envolvimento no assassinato do funcionário do Ministério das Relações Exteriores, Samuel Fennan, alguns anos antes, subiu para se tornar o chefe do Abteilung da Alemanha Oriental por conta de sua brilhante contra-inteligência aptidão, habilidade demonstrada com a liquidação de toda a rede de Leamas. Descobrindo-se sem operativos, Leamas visita o chefe do Controle do Circo e expressa o desejo de sair da comunidade de inteligência e "voltar do frio". O controle pede que ele fique "no frio" para uma última missão: desertar para a Alemanha Oriental e enquadrar Mundt como um agente duplo do SIS. O vice de Mundt, Josef Fiedler, explica o Controle, está começando a acreditar que Mundt pode ser um traidor e pode ser um alvo útil para Leamas nessa empreitada. Em troca, Leamas ficará com tudo o que ganhar na missão, além de um pote de pensão, e terá licença para se aposentar do serviço.
Para convencer os alemães orientais da possível deserção de Leamas, o Circo rebaixa Leamas para o departamento de finanças, onde ele começa a apresentar indícios de alcoolismo. Ele acaba sendo demitido abruptamente sob rumores de que estava roubando dinheiro das contas do Circo para sustentar a pequena pensão que lhe foi concedida por seus superiores, e é forçado a ficar desempregado. Eventualmente, ele consegue um emprego em uma pequena biblioteca decadente, enquanto vive em um apartamento de baixa qualidade. Enquanto está lá, ele conhece Liz Gold, a secretária de sua organização local do Partido Comunista da Grã-Bretanha, e os dois gradualmente começam uma amizade, e eventualmente se tornam amantes. Após um período de doença revelar a extensão dos sentimentos de Liz por ele, Leamas lhe confidencia que chegará um dia em que ele se despedirá e ela não deve procurá-lo. Poucos dias depois, ele se despede e dá o "mergulho final" no plano de Controle, sendo preso por agressão e condenado a três meses de prisão. Antes de se envolver totalmente no esquema, ele faz a promessa de Controle de deixar Liz em paz e fora do alcance do Circo.
Após sua libertação, Leamas é abordado por um recrutador da Alemanha Oriental que afirma conhecê-lo desde seu tempo em Berlim. Ele o deixa ficar em casa e o apresenta a um contato que o leva para a Holanda com um passaporte falso. Enquanto estava lá, um agente de inteligência do Leste o entrevistou pesadamente sobre seu passado no Circo em uma casa segura na Holanda, antes de levá-lo para a Alemanha Oriental e gradualmente encontrar mais altos funcionários da Abteilung, o tempo todo dando dicas ocasionais sobre pagamentos a um potencial agente duplo. Enquanto isso ocorre, Liz é repentinamente visitada pelo agente aposentado do Circo George Smiley, que diz a ela para ir até ele se ela precisar de alguma coisa, pergunta sobre seu relacionamento com Leamas e paga o aluguel pendente do apartamento de Leamas.
Agora na Alemanha Oriental, Leamas é finalmente apresentado a Fiedler, onde ele é mantido sob guarda em uma casa escassamente decorada no meio do nada. Seus dias consistem principalmente em extensas discussões sobre seu trabalho anterior no Circo, combinado com caminhadas no campo e colinas locais com Fiedler ou um guarda. Os dois homens freqüentemente acabam em um debate filosófico, particularmente sobre o tema da visão mais pragmática de Leamas da vida em comparação com as visões ideológicas idealistas de Fiedler sobre a vida na Alemanha Oriental. Essas conversas revelam o que Leamas observa como um medo sobre a retidão das motivações de Fiedler e também sobre a moralidade do que ele faz por seu país. Em contraste, Mundt é um oportunista brutal, também mercenário nas maneiras, que deixou os nazistas após a guerra por conveniência e se juntou aos comunistas. Fiedler também observa suas suspeitas sobre Mundt conforme os homens se aproximam, e Fiedler transmite seus temores sobre o anti-semitismo de Mundt afetando-o, um homem judeu.Perto do final do mandato de Leamas no interrogatório com Fiedler, a extensão da luta pelo poder na Abteilung é exposta quando Mundt prende abruptamente Fiedler e Leamas. Em pânico, Leamas inadvertidamente mata um guarda da Alemanha Oriental e acorda nas instalações de Mundt, onde interroga e tortura os dois homens. É então revelado, no entanto, que Fiedler também apresentou um mandado de prisão para Mundt, levando o regime da Alemanha Oriental a intervir e convocar um tribunal. Fiedler e Mundt são ambos libertados e convocados para apresentar seus casos a um tribunal reunido à porta fechada. Durante o julgamento, Leamas discorre sobre as menções anteriores de pagamentos encobertos a um aente estrangeiro em contas bancárias que correspondem aos locais para os quais Mundt viajou, enquanto Fiedler apresenta outras evidências que implicam Mundt como um agente britânico.
Enquanto ele está fora, Liz recebe um convite dos alemães orientais para participar de uma troca de membros do partido com o Partido Comunista Britânico. Surpreendentemente, ela é convocada pelo advogado de Mundt como testemunha e forçada a depor no tribunal. Ela então admite que Smiley pagou o aluguel do apartamento, e que Smiley ofereceu ajuda caso ela precisasse. Ela também confessa que Leamas a fez prometer não procurá-lo e que ele se despediu imediatamente antes de agredir o dono da mercearia. Leamas, percebendo que seu disfarce foi descoberto, se oferece para contar a eles sobre a missão em troca da liberdade de Liz, mas percebe a verdadeira natureza do esquema durante o curso do tribunal. Fiedler é então preso no final do tribunal.
Imediatamente após o julgamento, Mundt sutilmente localiza e depois liberta Leamas e Liz da prisão e dá a eles um carro para irem de sua localização atual até o Muro de Berlim. Durante a viagem, Leamas explica toda a situação para uma Liz confusa. Mundt é na verdade um agente duplo britânico, que se reporta a Smiley, que está disfarçado na missão e fingindo estar aposentado. Mundt voltou-se contra os alemães orientais antes de retornar após o assassinato de Samuel Fennan alguns anos antes, e o verdadeiro alvo da missão era Fiedler, que estava prestes a expor Mundt como um agente duplo. Por conta do relacionamento íntimo de Leamas e Liz, no entanto, Mundt (e Smiley) foram fornecidos com os meios para desacreditar a capacidade de Leamas de fornecer evidências ao tribunal e, como tal, desacreditar Fiedler. Liz, no entanto, fica abalada e percebe que, para seu horror, suas ações permitiram que o Circo protegesse seu patrimônio Mundt às custas do pensativo e idealista Fiedler. Quando questionado sobre o que será de Fiedler, Leamas responde que muito 
provavelmente será baleado.
Apesar de enojada, Liz supera isso por conta de seu amor por Leamas. Os dois dirigem até o muro de Berlim e fogem para a Alemanha Ocidental escalando o muro e passando por uma seção de arame farpado sabotado no topo do muro. Leamas chega ao topo, mas quando se abaixa para ajudar Liz, ela é baleada e morta por um dos agentes de Mundt. Ela cai de volta no chão, e quando Smiley chama Leamas do outro lado da parede, ele hesita, antes de finalmente descer a parede do lado da Alemanha Oriental para morrer.

## Personagens
- Alec Leamas - Um agente de campo britânico encarregado da espionagem da Alemanha Oriental
- Hans-Dieter Mundt - Líder do Serviço Secreto da Alemanha Oriental, o Abteilung
- Josef Fiedler - Espião da Alemanha Oriental e vice de Mundt
- George Smiley - Espião britânico, supostamente aposentado
- Peter Guillam - Espião britânico
- Liz Gold - Bibliotecária inglesa e membro do Partido Comunista
- Karl Riemeck - Burocrata da Alemanha Oriental que se tornou espião britânico

## Contexto da época
O espião que saiu do frio ocorre durante as tensões crescentes que caracterizaram o final dos anos 1950 e o início dos anos 1960, quando uma contenda entre o Pacto de Varsóvia e a OTAN começou na Alemanha. A história começa e termina em Berlim, cerca de um ano após a construção do Muro de Berlim e na época em que o agente duplo Heinz Felfe foi exposto e julgado. O romance de estreia de Le Carré, 'Call for the Dead', apresentou dois dos personagens do livro, George Smiley e Hans-Dieter Mundt. Na história, Smiley investiga o suicídio de Samuel Fennan. Ele rapidamente estabelece uma ligação entre o Serviço Secreto da Alemanha Oriental e o falecido, e descobre que Mundt, um assassino, matou o homem após um mal-entendido entre Fennan e seu controlador, Dieter Frey. Mundt escapou da Inglaterra pouco depois, voltando para a Alemanha Oriental antes que Smiley e Guillam pudessem pegá-lo. 'O espião que siau do frio' começa dois anos depois destes eventos, quando Mundt teve uma ascensão um tanto meteórica para se tornar o chefe da Abteilung, devido ao seu sucesso com operações de contra-inteligência contra redes britânicas, bem como um membro da Presidium do Partido da Unidade Socialista. Personagens e eventos do livro são reinvestigados em 'A Legacy of Spie's, romance de 2017, de Le Carré centrado em um Guillam envelhecido.

## Impacto cultural
Em sua publicação durante a Guerra Fria, a apresentação moral de 'O espião que siau do frio' tornou-se um romance de espionagem revolucionário, mostrando os serviços de inteligência das nações do oriente e do ocidente empenhando-se no mesmo expediente amoral em nome da segurança nacional. Le Carré também apresentou seu espião ocidental como um personagem moralmente destruído.
O mundo da espionagem de Alec Leamas retrata o amor como uma emoção tridimensional que pode ter consequências desastrosas para os envolvidos. O bem nem sempre vence o mal no mundo de Leamas, uma atitude derrotista que foi criticada no jornal The Times.Em 1990, a Crime Writer's Association classificou o romance em terceiro lugar em sua lista dos 100 melhores romances policiais de todos os tempos. Cinco anos depois, em uma lista semelhante da Mystery Writers of America, o romance ficou em 6º lugar. A revista Time, enquanto incluía O Espião Que Saiu do Frio em sua lista dos 100 melhores romances, afirmou que o romance era "um retrato triste e simpático de um homem que viveu por tanto tempo de mentiras e subterfúgios que ele se esqueceu como dizer a verdade.  O livro também encabeçou a lista dos 15 principais romances de espionagem da Publishers Weekly em 2006. 
Edward Brown observou que "Ao contrário da imagem bem estabelecida (e muitas vezes justificada) dos regimes comunistas e seus sistemas judiciais, a cena do julgamento no centro do livro é o julgamento sem comparecimento. Com certeza, os juízes e advogados da Alemanha Oriental consideram concedido que o comunismo é bom e o capitalismo é ruim, e todos os seus argumentos são baseados nesta premissa. Mas ainda assim, o resultado está longe de ser predeterminado, e os juízes estão genuinamente preocupados em ouvir depoimentos, pesar evidências e estabelecer a verdade. O Tribunal de Le Carre cena é tão tensa e dramática como qualquer cenário em uma corte ocidental ". 

## Prêmios e indicações
O livro de Le Carré ganhou em 1963 o prêmio Gold Dagger da Crime Writers 'Association de "Melhor Romance Criminal". Dois anos depois, a edição dos EUA recebeu o Prêmio Edgar daos Escritores de Mistério da América de "Melhor Romance de Mistério". Foi o primeiro trabalho a ganhar o prêmio de "Melhor Romance" de ambas as organizações de escritores de mistério. Os Roteiristas Paul Dehn e Guy Trosper, que adaptaram o livro para o filme de 1965, receberam um Edgar no ano seguinte de "Melhor Roteiro de Filme" para um filme americano.Em 2005, no quinquagésimo aniversário do Prêmio Punhal, O Espião Que Veio do Frio foi premiado com o "Punhal de Ouro", um prêmio único considerado como o destaque entre todos os cinquenta vencedores ao longo da história da Associação de Escritores do Crime.